# Prirétxnoie (Krasnodar)
|  | Per a altres significats, vegeu «Prirétxnoie». |

Prirétxnoie - Приречное (rus) - és un khútor del krai de Krasnodar, a Rússia. Es troba a la vora esquerra del riu Beissug, davant d'Anapski, a 22 km a l'est de Briukhovétskaia i a 93 km al nord de Krasnodar, la capital.
Pertany al municipi de Bolxoi Beissug.